# Jarin Blaschke
Jarin Blaschke (Califórnia, 28 de setembro de 1978) é um diretor de fotografia norte-americano.